# يسطس أكينبايو أكينسانيا
يسطس أكينبايو أكينسانيا (بالإنجليزية: Justus Akinbayo Akinsanya)‏ ولد في (31 ديسمبر 1936 وتوفي في 11 أغسطس 2005) هو ممرض وعالم أحياء بشرية وممرض مدرب وباحث علمي.

## الحياة الشخصية والمهنية
وُلد أكينسانيا في أوكون أووا في نيجيريا (بالقرب من لاغوس) في عام 1960 حصل على شهادة في التمريض العام، وتخصص في حالات السل. في عام 1967 أجرى دورات ما بعد التسجيل في تمريض العظام والأمراض الجلدية والنفسية. التحق بجامعة لندن حيث حصل على بكالوريوس (مع مرتبة الشرف) في علم الأحياء البشري ثم درجة الدكتوراه.
طور أكينسانيا نموذج أكينسانيا للتحصيل (1985)، والذي عرفه على أنه تمريض سريري يستخدم في ممارسة مبادئ العلوم الطبيعية مثل علم الأحياء.
شغل مناصب كمدرس ومسؤول وباحث، وعمل محاضرًا في معهد الإدارة والتكنولوجيا في إينوجو من عام 1976 حتى عام 1977، قبل أن يصبح أستاذًا ورئيس وحدة أبحاث الرعاية الصحية في معهد دورست، (الآن جامعة بورنموث) من 1985 حتى 1989.
تولى بعد ذلك منصب عميد كلية الصحة والعمل الاجتماعي المنشأة حديثًا في جامعة أنجليا للفنون التطبيقية من عام 1989 حتى عام 1996، حيث عملت زوجته سينثيا محاضرة في التمريض قبل التسجيل.
وقد أصبح أستاذاً فخرياً بعد إحالته إلى التقاعد في عام 1996، ثم كرس وقته للأنشطة الخيرية للإعاقة، وصندوق الممرضين ومجلس الشيوخ النيجيري، وشغل منصب حاكم سلطة التعليم المحلية في مدرستين في مدينة كرويدون.
شارك في مجلس نيجيريا للتمريض وكان زميلا في المملكة المتحدة للكلية الملكية للتمريض.

## الموت
توفي في لندن في سن 68 بعد إصابته بعدوى في مؤتمر المجلس الدولي للممرضين في تايوان.

## وصلات خارجية
- موقع يسطس أكينبايو أكينسانيا